# سزوچین
سزوچین (به لاتین: Szczucin) یک منطقهٔ مسکونی در لهستان است که در گمینا شچوچین واقع شده‌است. سزوچین ۴٬۰۶۹ نفر جمعیت دارد.